# Deutsches Turnfest 1963

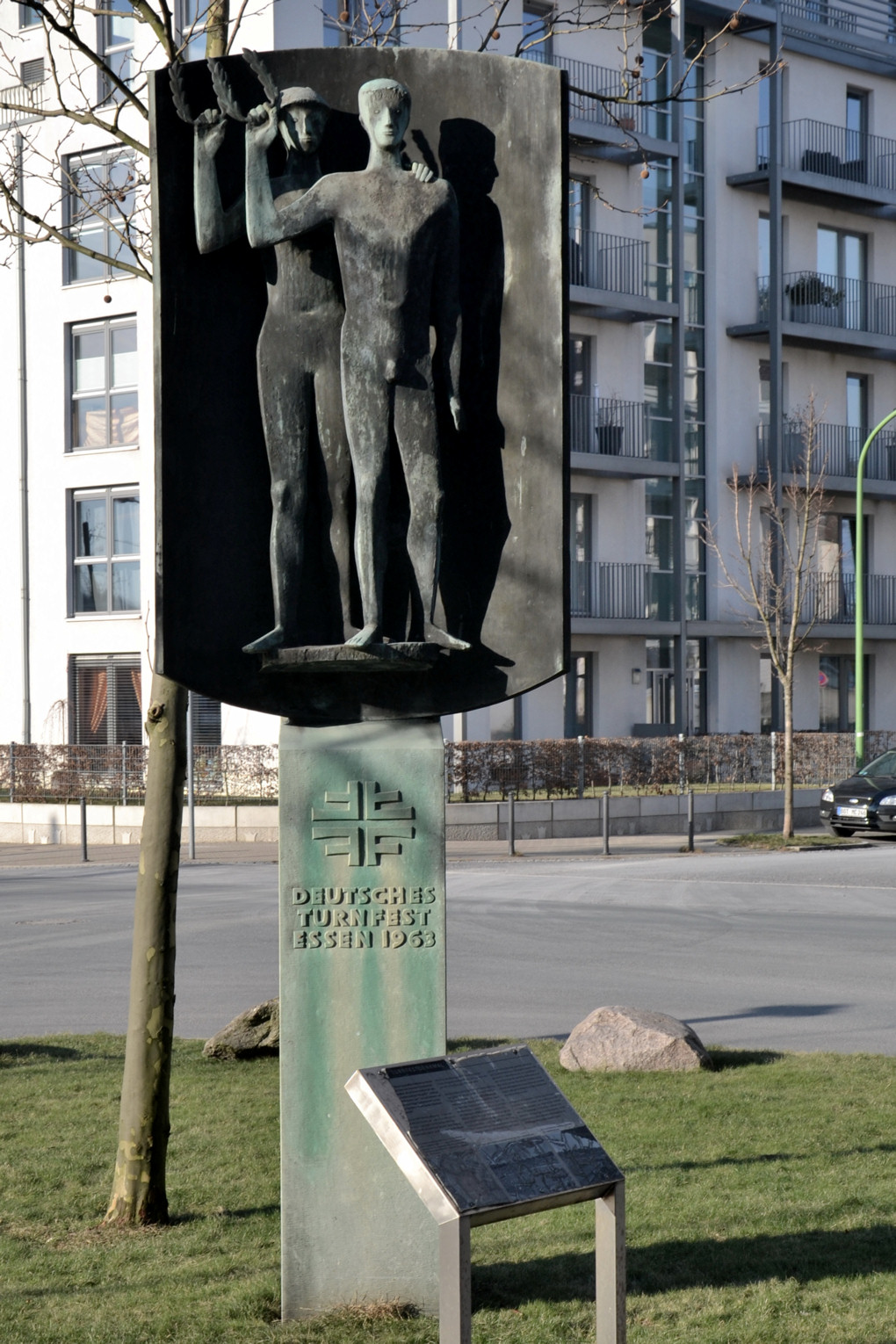
Denkmal an das Deutsche Turnfest 1963 in Essen

Das Deutsche Turnfest 1963 in Essen fand als drittes Deutsches Turnfest nach dem Zweiten Weltkrieg statt. Das insgesamt 25. Deutsche Turnfest wurde vom 15. bis 21. Juli 1963 durch das Motto „Kommt, macht alle mit!“ getragen. Zu den Gästen gehörte unter anderem der damalige Bundespräsident Heinrich Lübke.

## Veranstaltung

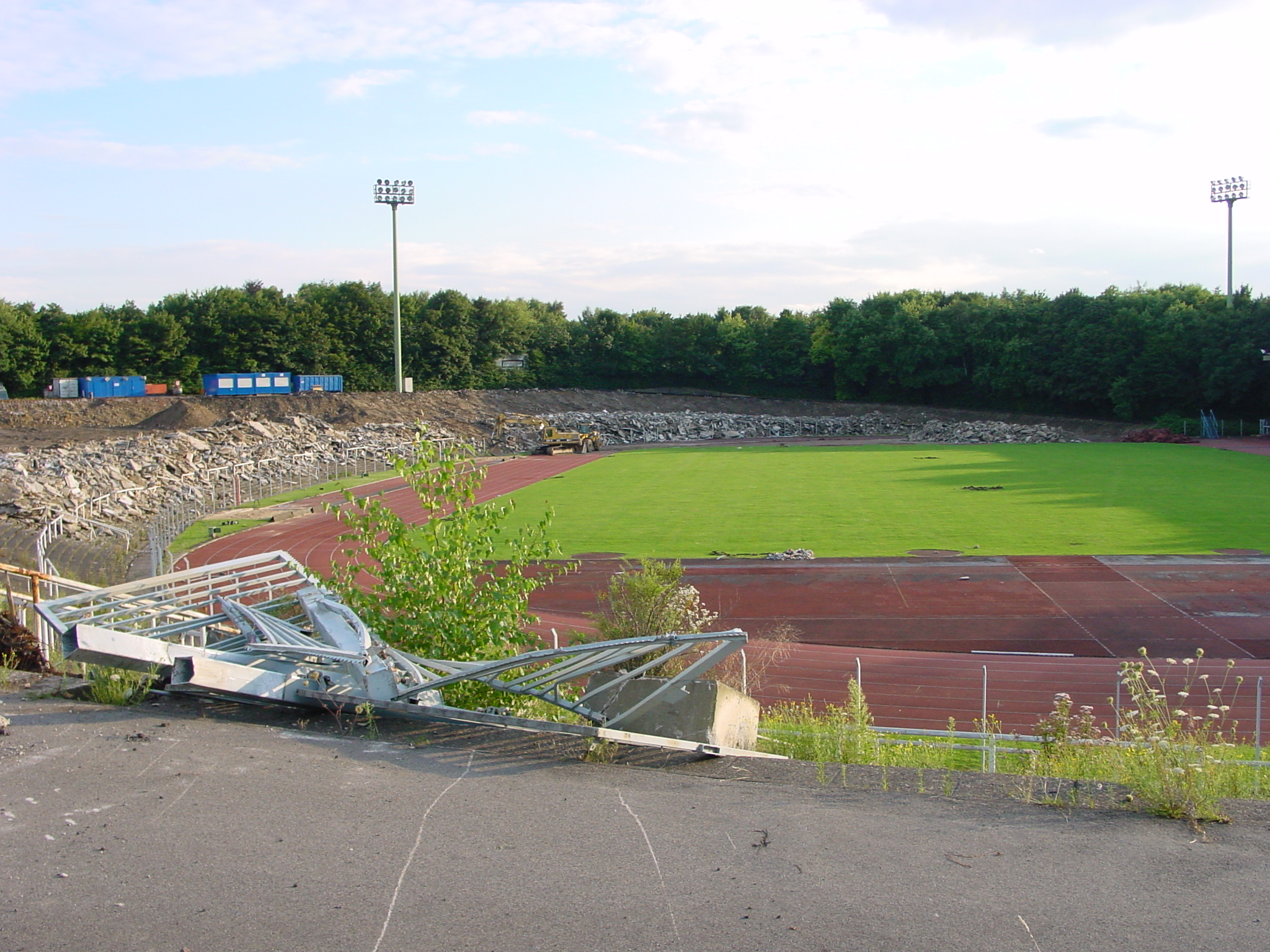
Grugastadion während des Abrisses

1959 setzte sich Essen gegen die Mitbewerber Berlin, Dortmund, Düsseldorf, Hannover und Köln als Austragungsort durch. Eigens für das Deutsche Turnfest in Essen wurden in Rüttenscheid, östlich angrenzend an das Gruga-Gelände, die Sportanlagen errichtet. Die Vorbereitungen dazu begannen Anfang 1961, in deren Rahmen auch das Grugabad entstand. Zu den Anlagen gehörten eine Mehrzweckhalle, die später Turnfesthalle genannt wurde, die östlich daneben befindliche Festwiese und südlich an die Festhalle angrenzend  das Grugastadion. In der Turnfesthalle war es in Essen erstmals möglich, Handballturniere in der Halle auszutragen.
Zum Deutschen Turnfest in Essen  kamen rund 40.000 Festteilnehmer, davon etwa 30.000 aktive Sportler, von denen 12.000 beim Vereinsturnen antraten. Mehr als 25.000 Teilnehmer waren 25 Jahre alt oder jünger. Eine große Anzahl von Teilnehmern aus dem Ausland verließ das Fest als Sieger. Damit war das Deutsche Turnfest 1963 das bis dahin größte Sportereignis im Ruhrgebiet.
Neu war dabei, dass der B-Jugend, der Altersklasse von 15 bis 16 Jahren, die Teilnahme an gemeinschaftsgebundenen Veranstaltungen gestattet worden war, sowie der A-Jugend, der Altersklasse von 17 bis 18 Jahren, die Teilnahme an einer Art Vorstufe zum Turn-Wettkampf. Hinzu kamen Wettkampfmeisterschaften auf dem Trampolin und im Gerätturnen. Zum Motto „Kommt, macht alle mit!“  wurde ein Festspiel aufgeführt. Außerdem kamen erstmals einfache Computer als Rechenmaschine zum Einsatz.
Am Sonntagnachmittag, dem 21. Juli 1963, fand nach einem Festzug von etwa 35.000 Sportlern durch die Essener Innenstadt, die Abschlusskundgebung auf der Festwiese mit rund 110.000 Besuchern statt.
In Folge des Turnfestes kam es in Essen zur sogenannten Jedermannsport-Bewegung, bei der nicht vereinsgebundene, sportlich begeisterte Menschen in etwa achtzig Jedermannkursen, angeboten durch das damalige Essener Sportamt, aktiv waren. Sonst war Sport zu dieser Zeit nur in Vereinen üblich. Der spätere „Stadtverband für Leibesübungen“ ging im heutigen „Stadtsportbund Essen (SSB)“ auf, zudem die Jedermannkurse wechselten, von denen es noch heute über fünfzig Nachfolger gibt.

## Das Gelände heute
Keine der Sportstätten ist heute erhalten. Die Festwiese, an der sich die Zuschauertribünen auf Erdwällen befanden, wurde zunächst in drei Fußballfelder, zwei Asche- und einen Rasenplatz, aufgeteilt und in den 1980er Jahren in einen Parkplatz für die benachbarte Messe Essen umgestaltet. Das Grugastadion, in dem es nie einen eigenen Fußballverein gab, wurde schließlich 2001 niedergelegt, ebenso ein Jahr darauf die Turnfesthalle. Nach Einebnung des gesamten Geländes entstand dort der heutige „Büropark an der Gruga Alfredstraße“ samt neu angelegter Straßen.
Auf dem ehemaligen Festwiesengelände steht das Turnfestdenkmal, das 1963 vom Deutschen Turner-Bund der Stadt Essen als Geschenk übergeben wurde. Die auf einem steinernen Sockel befindliche Bronzeplastik stammt vom Bildhauer Adolf Wamper und befand sich zunächst an der südlichen Fassade der Turnfesthalle. Nach deren Abriss 2002 erhielt das Denkmal im Mai  2003 seinen heutigen Platz, wobei der ursprüngliche Betonsockel durch den heutigen Sockel aus Anröchter Dolomit mit der Inschrift „DEUTSCHES TURNFEST / ESSEN 1963“ ersetzt wurde. Das  Denkmal wurde 2004 in die Denkmalliste der Stadt Essen eingetragen.